# ماري إيفا كيلي
ماري إيفا كيلي (بالإنجليزية: Mary Eva Kelly)‏ هي مؤلفة وكاتِبة وشاعرة أيرلندية، ولدت في 1826، وتوفيت في 1910.